# ジェームス・サマーズ
ジェームス・サマーズ（James Summers、1828年7月5日 - 1891年10月26日）は、明治時代にお雇い外国人として来日したイギリスの教育者、東洋学者である。姓はサンマースとも表記される。漢字表記は佐麻須。

## 経歴・人物
イングランド・スタフォードシャー州、リッチフィールド，バード通りに貧しい左官の一人っ子として生まれた。父はすぐに家を出てしまったと思われ，幼少期は母一人に育てられた。その間，バード通りからリッチフィールド大聖堂構内に引っ越している。1844年9月，16才でリッチフィールド教区教師養成学校に36番目の生徒として入学，1845年11月に卒業して，同州ストーク・アポン・トレントの国民学校教師として赴任した。同地で母を亡くしている。1848年2月以前にはサマーズの香港着任は決定していた。同地司祭だったヴィンセント・ジョン・スタントンが英中学校の開校を予定しており，サマーズはその教師として赴任することになったのである。同校は同年9月，サマーズの到着を待ち，現在ビショップズ・ハウスの立つ場所に開校した。その後，香港主教としてジョージ・スミスが着任すると英中学校はスミスに移管されて1850年4月8日にセント・ポールズ・カレッジとして再開校，サマーズは3人の教師のうちの１人として教鞭を執った。同年夏のカレッジ辞職後は沖縄を経て上海に渡り，同地の米国プロテスタント監督教会司教ウィリアム・ジョーンズ・ブーンの学校で，その後は国教会上海司祭のジョン・ホブソンの学校で教鞭を執ったが1852年1月には辞職，春に上海を発って帰国の途に就いた。香港では広東語で，上海では上海語で中国人に教えている。
1873年（明治6年）、岩倉具視からの依頼により家族とともに来日し、東京開成学校（現在の東京大学）で同僚のウィリアム・グリフィスと共にウィリアム・シェークスピアやジョン・ミルトン等の著名な作家を主題とした英文学や倫理学の教鞭を執った。また、岡倉天心や井上哲次郎等多くの有名な学者を輩出した。
その後、新潟及び大阪の英学校、札幌農学校で教鞭を執り、東京に戻り1884年（明治17年）には築地で夫人と共に欧文正鵠学館を創設した。1890年（明治23年）一旦帰国するが、翌年日本で病死し、横浜外国人墓地に密葬された。
イングランドで一度結婚したが，後に共に来日することになるエレンと同居するようになった。「英語の母」として戦後まで東京の市井に英語を教え続けたリリー・サマーズはエレンの連れ子である。